# Tomás de Mercado
Tomás de Mercado (1525–1575) est un frère Dominicain et d'autre-part un économiste et un théologien, mieux connu pour son livre Suma de Tratos y Contratos ("Manuel du commerce et Contrats") de 1571. Associé à Martín d'Azpilcueta il fonda la tradition économique "Monétarisme Ibérique"; Tous deux forment une partie de la tradition intellectuelle générale souvent connue sous le terme de  "Scolastique tardive", ou École de Salamanque.
Mercado devint connu de manière plus étendue en dehors du Monde espagnol après qu'il eut été étudié par Joseph Schumpeter dans son History of Economic Analysis (Histoire de l'analyse économique), publié de manière posthume par. Elisabeth Boody Schumpeter, en 1954. Avec la forte reprise de l'économie monétaristes depuis lors, il a attiré plus intensément l'attention des chercheurs.

## Biographie
Il est né à Séville ou peut-être à Mexico, où, jeune homme, il joignit les Dominicains, devenant conférencier en Arts au prieuré de Mexico, avant de retourner étudier à l'Université de Salamanque, ou il devint conférencier en philosophie, théologie morale et loi. Il travailla alors à la Casa de Contratación de Séville, au centre du flux monétaire international espagnol. Il mourut en voyage en retournant à Mexico.

## Œuvres

### LaSuma de Tratos y Contratos

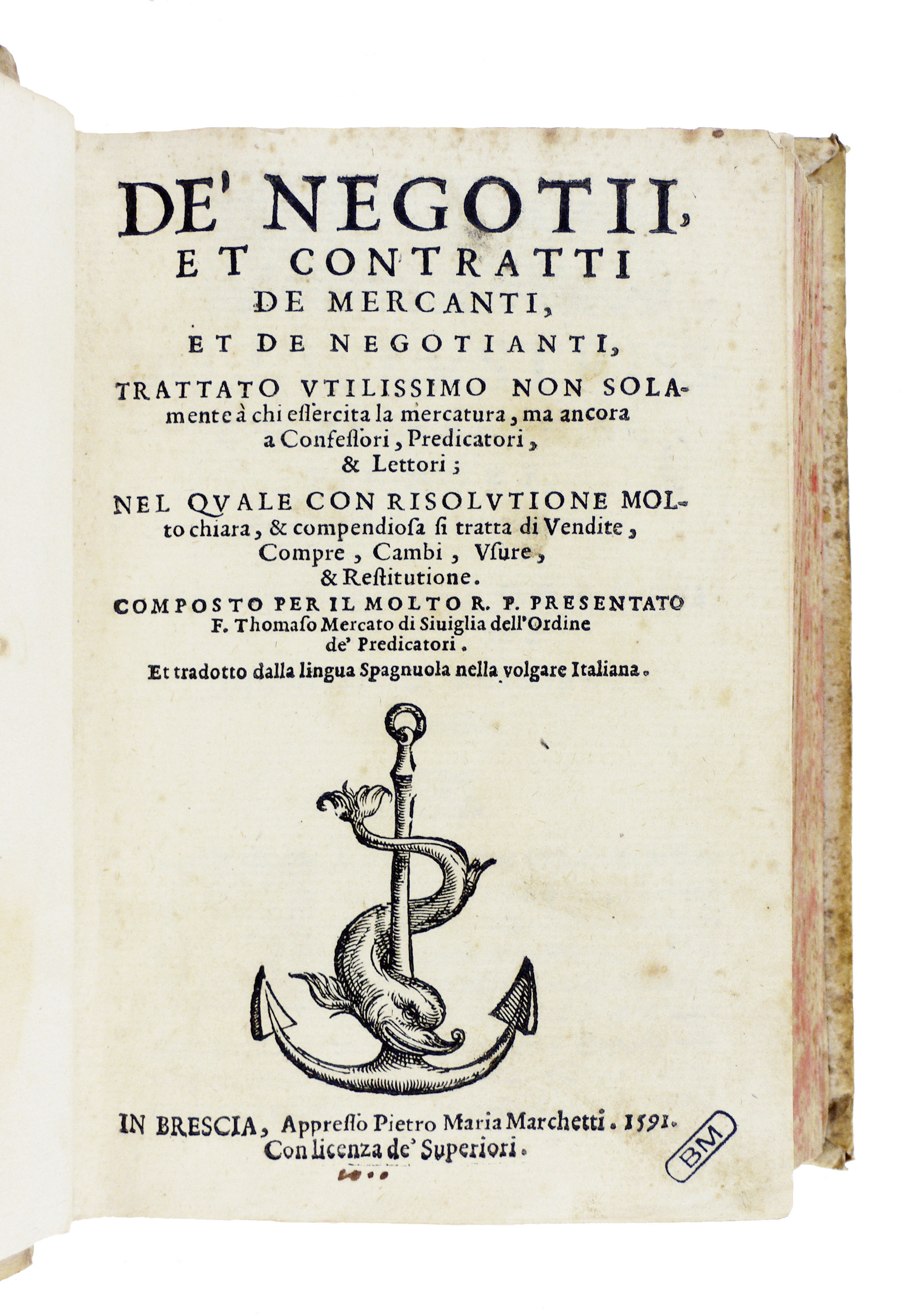
De' negotii et contratti de mercanti, 1591.

La Suma est une édition étendue d'un travail publié pour la première fois en 1569 et nommé De los tratos de India y tratantes en ellas, rédigé à la demande des marchands de Séville. Il a été écrit pour les hommes d'affaires ainsi que des chercheurs et contient de nombreuses digressions générales sur les questions sociales, souvent dans un langage très animé.
Mercado consacre beaucoup de réflexion au concept de "juste prix", analysé en termes de blé, et soutient fortement le prix fixé (nommé tasa del trigo) par le gouvernement pour des raisons sociales et éthiques, même si cela signifie que les producteurs vendent à perte. Il considère ainsi que le prix maximum imposé par la Couronne espagnole sur le prix des blés est une obligation faite au prince par la loi divine, qui l'oblige à préserver la tranquillité et la paix du royaume. Il se fait ainsi un grand défenseur de l'intervention de l'État dans l'économie, à l'instar de Domingo de Soto mais au contraire de Luis de Molina, en considérant que les princes préoccupés de l'intérêt public sont plus dignes de confiance que les marchands désireux de profits.
Mercado consacre un chapitre aux traites négrières, à propos duquel il est très critique, voyant clairement que la notion de "juste esclavage" ne reflétait pas la pratique des échanges réels. Cependant, il considère comme acceptable pour les Européens d'acheter des esclaves asservis par les Africains, et accepte l'esclavage des prisonniers en temps de guerre, les personnes condamnées pour des crimes ou des enfants vendus par leurs parents par nécessité.